# Shelleys Bergastrild
Shelleys Bergastrild (Cryptospiza shelleyi), auch Rotmantelastrild genannt, ist eine bislang nur wenig erforschte Art aus der Familie der Prachtfinken (Estrildidae). Es werden keine Unterarten unterschieden. Seinen Namen trägt er zu Ehren des britischen Geologen und Ornithologen George Ernest Shelley. Die Art wird von der IUCN als gefährdet („vulnerable“) eingestuft.

## Beschreibung
Shelleys Bergastrild erreicht eine Körperlänge von vierzehn Zentimeter und wiegt zwischen achtzehn und zwanzig Gramm. Er ist damit die größte Art innerhalb der Gattung der Bergastrilde. Beim Männchen sind der Oberkopf, die Kopfseiten bis zur Ohrgegend sowie der Hinterhals, der Rücken, der Bürzel und die Oberschwanzdecken karminrot. Die Flügelfedern sind braunschwarz, wobei die Flügeldeckfedern sowie die innersten Armschwingen bei einzelnen Individuen rot überhaucht sind. Der Schwanz, die Unterschwanzdecken und die Schenkelbefiederung sind schwarz. Die übrige Unterseite ist gelblich olivgrün. Der kräftige Schnabel ist an der Basis rötlich und geht dann in ein bräunlich über.
Den Weibchen fehlt das Rot am Kopf. Sie sind dort stattdessen düster olivfarben. Jungvögel gleichen den adulten Weibchen.

## Verbreitung und Lebensweise
Ähnlich wie Jacksons Bergastrild kommt auch Shelleys Bergastrild nur im Westlichen Rift vor. Im größten Teil seines Verbreitungsgebietes ist der Shelleys Bergastrild ein seltener bis sehr seltener Vogel. Häufig ist er nur in wenigen kleinen Wäldern in Ruanda und Burundi, die aber von Abholzung bedroht sind. Er wurde bislang nur im geschlossenen Unterholz von Bergwäldern in Höhenlagen zwischen 1.500 und 3.400 Metern beobachtet. Er kommt dort in Bambus-Mischwäldern sowie auf Waldlichtungen und entlang von Flussläufen vor. Gelegentlich lebt er in Gesellschaft mit anderen Bergastrilden. Grundsätzlich ist er sehr scheu und flüchtet bei Störung sofort ins Unterholz. Nester und Gelege wurden bislang noch nicht gefunden. In der Ernährung dominieren kleine Samen, er soll nach jetziger Erkenntnis vor allem Samen von Springkräutern fressen. Seine Nahrung sucht er überwiegend auf dem Grund.

## Haltung
Shelleys Bergastrild spielt in der Ziervogelhaltung keine Rolle. Es sollen allerdings in den 1970er Jahren einige Individuen dieser Art nach Holland importiert worden sein. Haltungsbeschreibungen für diese Art liegen allerdings noch nicht vor.

## Belege

### Einzelbelege
1. ↑   Fry et al., S. 278
2. ↑   Nicolai et al., S. 102
3. ↑   Nicolai et al., S. 102